# Krab wełnistoszczypcy

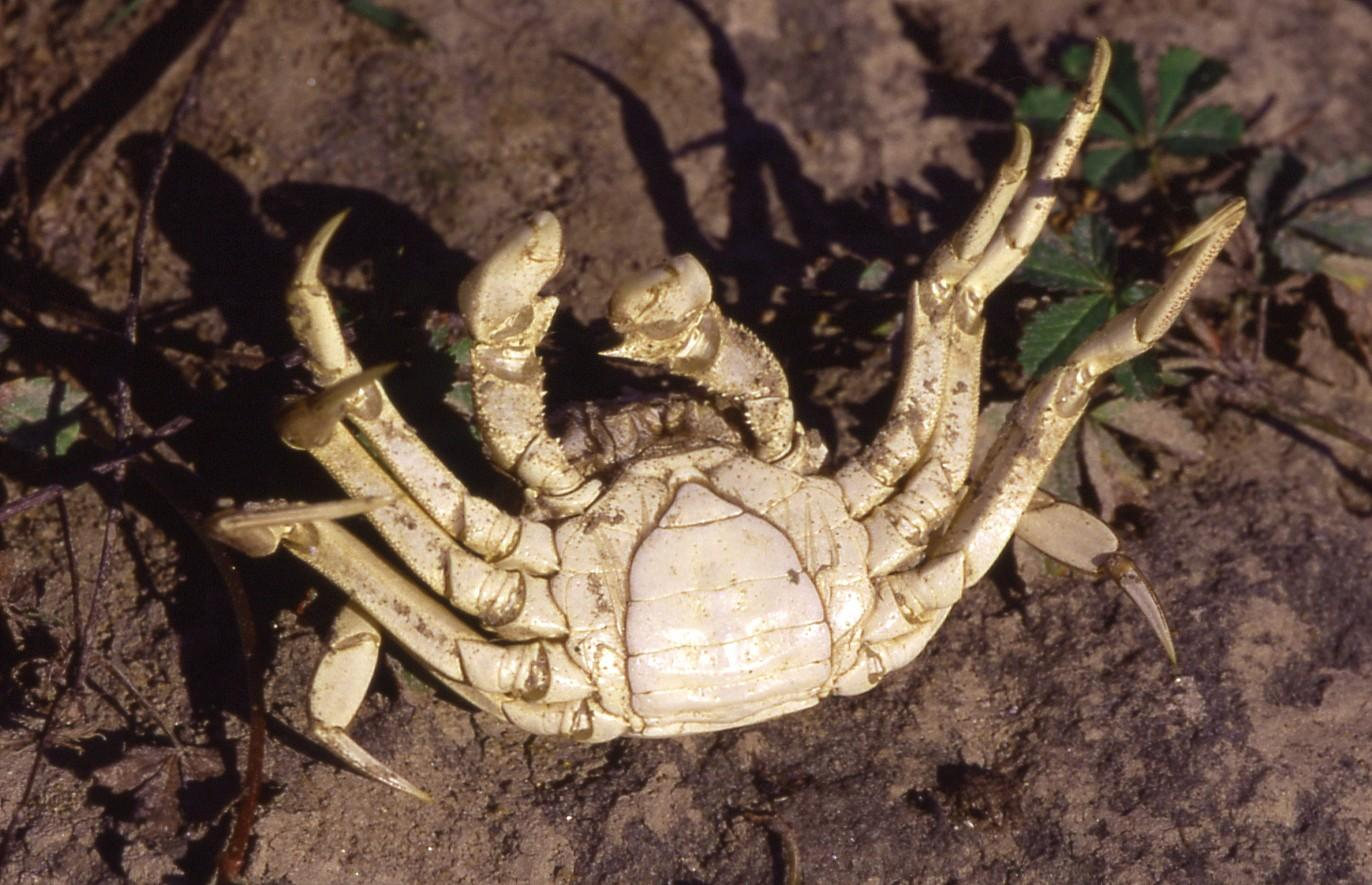
Odwłok samicy kraba wełnistorękiego

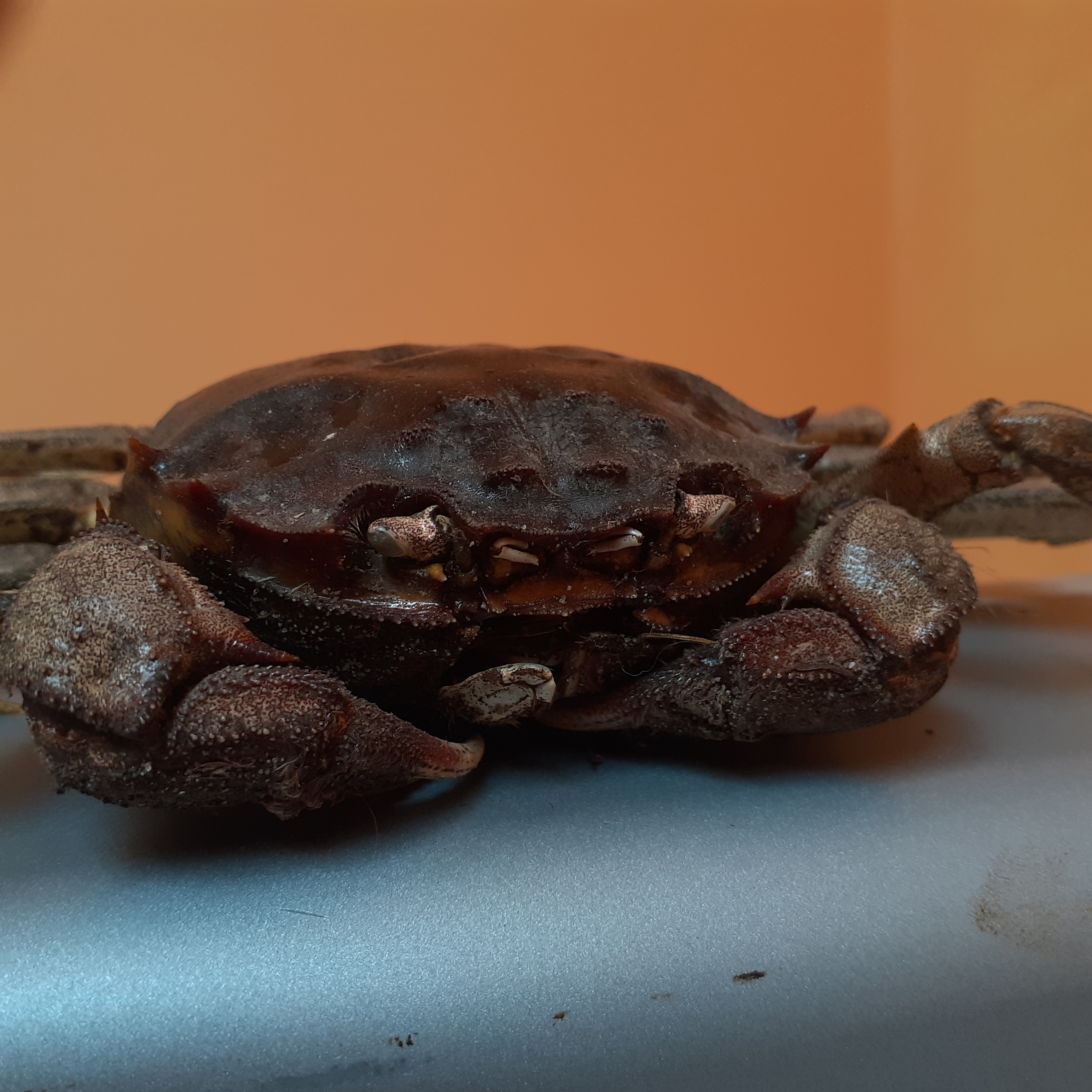
Krab wełnistoszczypcy

Krab wełnistoszczypcy, krab wełnistoręki (Eriocheir sinensis) – gatunek kraba, który został na początku XX w. zawleczony do Morza Północnego i Bałtyku z Chin w wodach balastowych statków płynących do Niemiec. Jego nazwa pochodzi od „futerka” na szczypcach samców, umiejscowionego tak, że widać tylko końcówki szczypiec.
WymiarySzerokość karapaksu dorosłych osobników wynosi 50–80 mm, czasem może dochodzić do 100 mm.
PożywienieJest wszystkożerny, żywi się głównie roślinami, a także bezkręgowcami (mięczakami, rurecznikami, larwami owadów) i padliną. Nie zostało potwierdzone, aby chwytał szczypcami ryby. Jest to mało prawdopodobne ze względu na jego powolne poruszanie się.
ŚrodowiskoBrzegi i wody o głębokości 10 metrów.
Dymorfizm płciowySamice mają mniej „włosów” na szczypcach. Oprócz tego płcie różnią się kształtem odwłoka: u samicy jest bardziej zaokrąglony, a u samców ma kształt dzwonu. Samice tego gatunku są ponadto mniejsze od samców.
WystępowanieNaturalnie występuje na terenie Chin i Korei, został zawleczony do Europy i Ameryki Północnej. Zamieszkuje nory wykopane na dnie wód słodkich.

Rozmnażanie i rozwój
Ponieważ rozmnażają się tylko w estuariach, a większość życia spędzają w wodzie słodkiej, odbywają wędrówki z rzek w stronę mórz. Mogą pokonać nawet 12 km dziennie i ponad 300 km łącznej trasy. Rozmnaża się w wodach słodkich, słonych i słonawych, nie udało się doprowadzić do wylęgu w niewoli. Okres godowy przypada na okres od października do stycznia, młode wykluwają się od marca do czerwca, w zależności od temperatury otoczenia. Dojrzałość płciową osiągają po 1–2 latach w Chinach i po 3–5 latach w Europie.
Znaczenie biologiczne i przemysłoweKrab wełnistoszczypcy wypiera inne gatunki skorupiaków z terenów, na których się znajduje. Niszczy sieci rybackie i rośliny wodne. Jest uznawany za gatunek szkodliwy, ale nie są znane skuteczne sposoby jego zwalczania. Krab ten jest jedzony jedynie w Chinach, gdzie jest pokarmem cenionym i dość szeroko rozpowszechnionym.